# Johan Christian Peterson

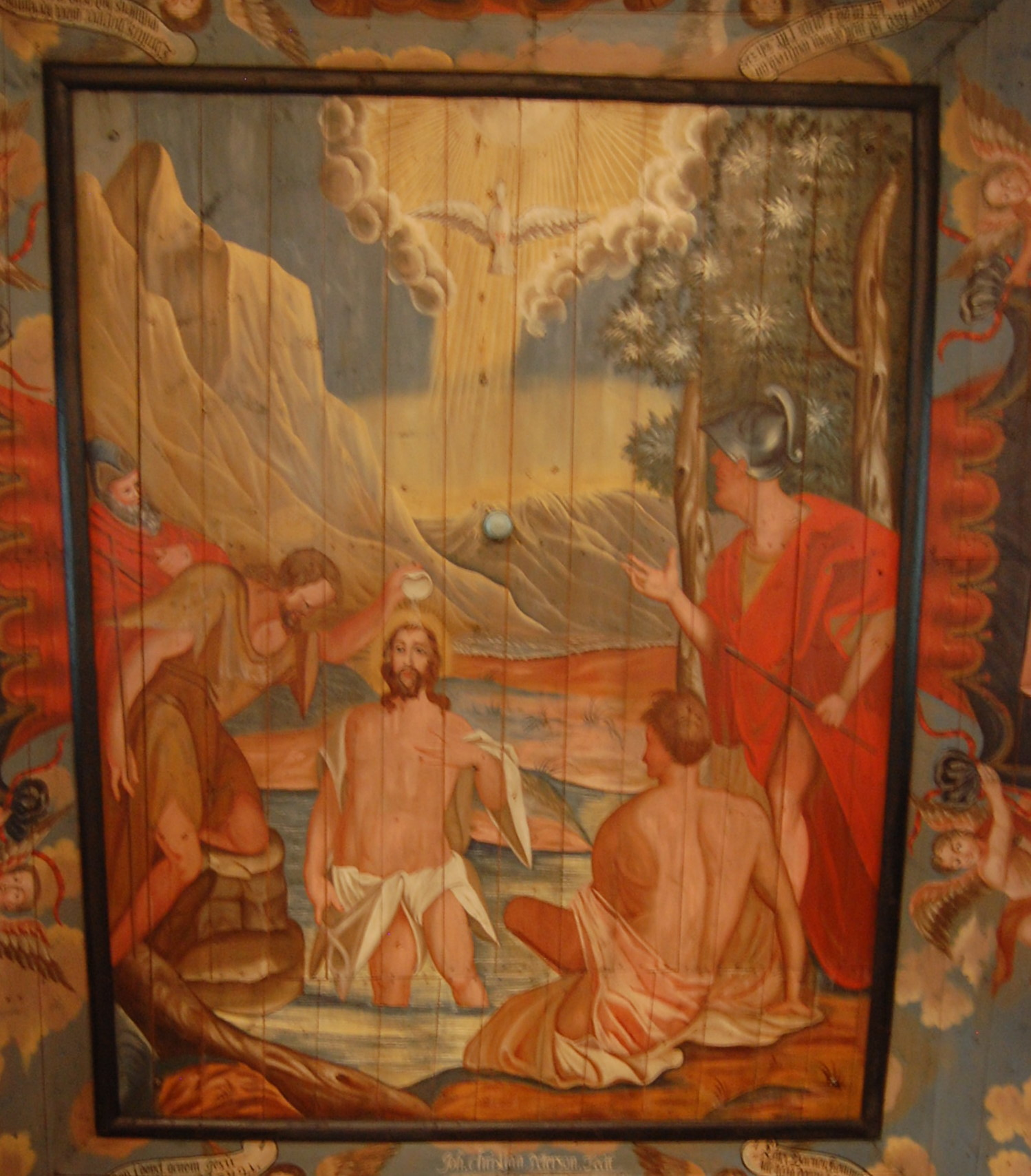
Die Taufe an der Decke der Kirche von Habo

Johan Christian Peterson (* um 1700; † um 1745) war ein schwedischer Maler.

## Leben
Peterson wurde 1727 Malermeister in Jönköping. Bekannt ist er für seine Arbeit bei der Ausmalung der Kirche von Habo von 1741 bis 1743, die er gemeinsam mit Johan Kinnerus durchführte und die noch heute erhalten ist. Von ihm stammen die dortigen Deckenbilder Die Taufe und Der Segen. Auch das Bild Glaubensbekenntnis unterhalb der Decke der dortigen Kirchenempore und andere Details der reichen Ausstattung werden ihm zugeschrieben.
Sein Stil wird als vom zur damaligen Zeit neu aufkommenden Rokoko beeinflusst beschrieben. Er setzte eine helle aber gedämpfte Farbgebung ein. An weiteren Kirchengestaltungen war er nicht beteiligt.